# Amalur Mendizabal
Amalur Mendizabal Azurmendi (Cizúrquil, Guipúzcoa, 15 de mayo de 1979) es una política española perteneciente a la coalición de partidos Amaiur y senadora por Guipúzcoa entre 2011 y 2015. 

## Biografía
Natural de la localidad guipuzcoana de Cizúrquil, antes de ser elegida senadora había ocupado el puesto de secretaria del juzgado de paz de la localidad guipuzcoana de Anoeta durante ocho años. Sin vida profesional previa relacionada con la política, se presenta como candidata de Amaiur al Senado en las elecciones de 2011.
En el año 2011 la izquierda vasca próxima al independentismo presenta Sortu, un partido político que es ilegalizado en aplicación de la ley de partidos por el Tribunal Supremo por su vinculación con la banda terrorista vasca ETA. Como respuesta, se registra la coalición de partidos Amaiur formado por la izquierda vasca de los partidos anteriormente ilegalizados y los partidos Eusko Alkartasuna, Alternatiba, Aralar y Herritaron Garaia. Amaiur se presenta públicamente a mediados de octubre como un partido independentista con el propósito de alcanzar sus objetivos mediante cauces pacíficos. Amalur Mendizabal se presenta como cabeza de lista al Senado por Guipúzcoa en las elecciones generales celebradas el 20 de noviembre de 2011. Ella y sus otros dos compañeros de partido, Alberto Unamunzaga y Urko Aiartza, resultan elegidos senadores por Guipúzcoa para la X legislatura.
Su actividad como senadora se concentra como ponente en ponencias legislativas para la mejora de la calidad educativa junto con otras intervenciones en el Senado.
El 30 de septiembre de 2013 la Guardia Civil registra las sedes de la plataforma de presos de ETA Herrira. Se les acusaba del delito enaltecimiento del terrorismo, integración y financiación de banda armada. En protesta por las detenciones de miembros de la plataforma y registro de la sede se producen concentraciones en los que se producen incidentes. En Hernani, entre los manifestantes se encontraba Amalur Mendizabal que, a causa de una carga de la policía autónoma vasca, sale herida en la cabeza por el golpe de una porra policial. La senadora denunció al agente por agresión y en el juicio quedó acreditado que este usó una porra en una carga policial que no estaba justificada. El agente fue condenado a dos años de prisión por agresión, suspensión de empleo y pago de una multa. Tras el recurso, la condena quedó rebajada a seis meses de prisión por lesiones y el levantamiento de la suspensión de empleo.
En 2015 Amaiur cambia de nombre a Euskal Herria Bildu. En las elecciones primarias, en el seno de la coalición a finales de ese mismo año, Mendizabal se presenta de nuevo para renovar su candidatura al Senado para las elecciones generales celebradas el 20 de diciembre de 2015, pero no logra salir elegida.